# Сиз, Дилан
Дилан Эдвард Сиз (англ. Dylan Edward Cease, 28 декабря 1995, Милтон, Джорджия) — американский бейсболист, питчер клуба Главной лиги бейсбола «Чикаго Уайт Сокс».

## Карьера
Дилан Сиз родился 28 декабря 1995 года в Милтоне, штат Джорджия. У него есть брат-близнец Алек. В бейсбол они начали играть в возрасте четырёх лет. Занятия спортом Дилан продолжил во время учёбы в старшей школе Милтона, которую он окончил в 2014 году. Весной в том же году он получил травму локтя. До повреждения Сиз оценивался как один из самых перспективных выпускников школ, ему прогнозировали выбор в первом раунде драфта. Из-за травмы Дилан был выбран клубом «Чикаго Кабс» только в шестом раунде. После драфта он отказался от предложения спортивной стипендии в университете Вандербильта и подписал профессиональный контракт. В конце июля 2014 года Сиз перенёс операцию на локте.
В 2015 году Дилан начал выступления за фарм-клуб «Кабс» в Аризонской лиге для новичков. Следующий сезон он провёл в составе «Юджин Эмеральдс». Всего за два года он провёл за обе команды 68,2 иннинга, сделав девяносто один страйкаут. Чемпионат 2017 года Сиз начал в клубе «Саут-Бенд Кабс», перейдя на позицию стартового питчера. Он провёл тринадцать матчей, в которых одержал одну победу и потерпел два поражения с показателем пропускаемости ERA 2,79. В середине июля Дилан был обменян в «Чикаго Уайт Сокс». Сразу после перехода игрок через Twitter поблагодарил руководство и персонал «Кабс» за доверие и помощь в развитии. Оставшуюся часть чемпионата Сиз провёл в команде Южно-Атлантической лиги «Каннаполис Интимидейторс».
Сезон 2018 года он начал в составе «Уинстон-Сейлем Даш», а по ходу чемпионата был переведён в клуб АА-лиги «Бирмингем Бэронс». За две команды Дилан суммарно провёл на поле сто двадцать четыре иннинга, одержал двенадцать побед при двух поражениях. По итогам года официальный сайт лиги назвал его лучшим питчером младших лиг. Чемпионат 2019 года Сиз начал в ААА-лиге в составе «Шарлотт Найтс». За команду он провёл пятнадцать матчей в роли стартового питчера с пропускаемостью 4,48, сделал семьдесят три страйкаута при тридцати двух уоках. 3 июля руководство «Уайт Сокс» перевело Дилана в основной состав команды и он дебютировал в Главной лиге бейсбола.